# Louisiana
Louisiana (/luˌiːziˈænə/ ⓘ hay /ˌluːziˈænə/ ⓘ; tiếng Pháp Louisiana: La Louisiane, [la lwizjan] hay [la luzjan]; tiếng Creole Louisiana: Léta de la Lwizyàn; tiếng Pháp chuẩn État de Louisiane, [lwizjan] ⓘ) là một tiểu bang tọa lạc ở miền Nam Hoa Kỳ. Louisiana là bang rộng lớn thứ 31 và bang đông dân thứ 25 trong 50 tiểu bang của Hoa Kỳ. Thủ phủ là Baton Rouge, còn thành phố lớn nhất là New Orleans. Louisiana là bang duy nhất của Hoa Kỳ mà phân cấp hành chính được gọi là "parish", tương đương với "county" ở các bang khác. Parish lớn nhất theo dân số là Đông Baton Rouge, và lớn nhất theo diện tích là Plaquemines. Louisiana tiếp giáp với Arkansas về phía bắc, Mississippi về phía đông, Texas về phía tây, và vịnh México về phía nam.
Đa phần đất đai của bang được tạo nên từ trầm tích sông Mississippi, tạo nên những châu thổ rộng lớn và những khu vực bát ngát đầm lầy và đồng lầy ven biển. Tại đây có sự phong phú về sinh vật điển hình miền Nam Hoa Kỳ, với ví dụ là các loài cò quăm và cò trắng. Cũng có nhiều loài ếch cây, và cá như cá tầm và cá tầm thìa. Ở nơi cao hơn một chút, cháy rừng là một hiện tượng phổ biến, và ở đó có những khu rừng thông lá dài bạt ngàn và xavan ngập nước. Những điều này hỗ trợ cho sự sinh tồn của một số lớn thực vật, gồm nhiều loài lan và thực vật ăn thịt. Louisiana có nhiều tộc người bản địa hơn bất kỳ bang miền nam nào khác, trong đó bốn được công nhận cấp liên bang, mười được công nhận cấp tiểu bang, và bốn chưa được công nhận.

## Tên gọi
Louisiana được đặt theo tên Quốc vương Pháp Louis XIV. Sau khi René-Robert Cavelier, Sieur de La Salle tuyên bố chủ quyền lưu vực sông Mississippi cho Pháp, ông đặt tên cho nó là La Louisiane. Hậu tố -ana (hay -ane) trong tiếng Latinh có nghĩa là "thuộc về (gì đó, ai đó)". Nên cả cụm danh từ này có nghĩa là "thuộc về Louis". Lãnh thổ Louisiana thuộc Pháp xưa kia kéo dài từ Vịnh Mobile xuống tận phía bắc biên giới Canada–Hoa Kỳ và bao gồm cả một phần nhỏ phía tây nam Canada ngày nay.